# Vincent Alsop
Vicente Alsop (ca. 1630 - 8 de mayo de 1703) fue un clérigo Inglés inconformista.

## Vida
Vincent Alsop era nativo de Northamptonshire y estudió en el St John College en Cambridge. Fue ordenado diácono por un obispo, y comenzó a desempeñarse como maestro-asistente en la escuela libre de Oakham, Rutland. El reverendo Benjamin King lo tomó bajo su ala, y al tiempo Alsop se casó con la hija de king. Se "convirtió" a las creencias religiosas de King, y se ordenó en la denominación presbiteriana, disconforme con las enseñanzas de su obispo. Fue designado sacerdote del poblado de Wilby, Northamptonshire; pero perdió el puesto a causa del Acta de Uniformidad 1662.
Posteriormente Alsop predicó en privado en Oakham y Wellingborough, y sufrió las consecuencias. Fue encarcelado durante seis meses por orar con una persona enferma. Su libro contra William Sherlock, párroco de San Pablo, titulado  Antisozzo (en español: contra Socinus), escrito en el estilo de la obra El Ensayo Transpros'd  de Andrew Marvell le ganó fama de ingenioso. También fue invitado para suceder al venerable Thomas Cawton (el joven) como ministro independiente en Westminster. Alsop aceptó la invitación y atrajo grandes multitudes a su capilla.
Publicó otros libros que mostraban gran ingenio, así como un gran poder de razonamiento. Incluso polemizó con éxito con John Goodman y Edward Stillingfleet. Su obra Mischief of Impositions (en español: Travesuras de imposiciones) (1680), escrita en respuesta a la obra de Stillingfleet  Travesuras de separación, y  Melius Inquirenduni  (1679), escrita en respuesta a la obra Compassionate Inquiry de Goodman, siguen siendo hitos en la historia del inconformismo.
A causa de la participación de su hijo en acciones consideradas traidoras, tuvo que apelar, y obtuvo el perdón de Jacobo II. Esto parece haber dado un carácter algo diplomático a sus últimos años, ya que, sin dejar de ser un inconformista, tuvo mucho que ver con propuestas para lograr compromisos político-eclesiásticos.
Dos obras polémicas que se cree son de su autoría Una respuesta al reverendo párroco sobre las reflexiones de San Pablo sobre el Rector de Sutton, (1681) y El rector de Sutton comprometido con el párroco de St. Paul, o, Una defensa del irenicum del Dr. Stillingfleet (1680) - también han sido atribuidas a John Barret ministro presbiteriano de Nottingham.